# Lemba (Zypern)
Lemba (griechisch Λέμπα, türkisch Lemba oder Çıralı) ist eine Gemeinde im Bezirk Paphos in der Republik Zypern. Bei der Volkszählung im Jahr 2021 hatte sie 453 Einwohner.

## Name
Laut Jack C. Goodwin bedeutet Lemba so viel wie „Dorf der Einschiffung“. 1958 wurde der alternative Name Çıralı von den Zyperntürken angenommen, der so viel wie „Ort mit einer Fackel“ bedeutet.

## Lage und Umgebung

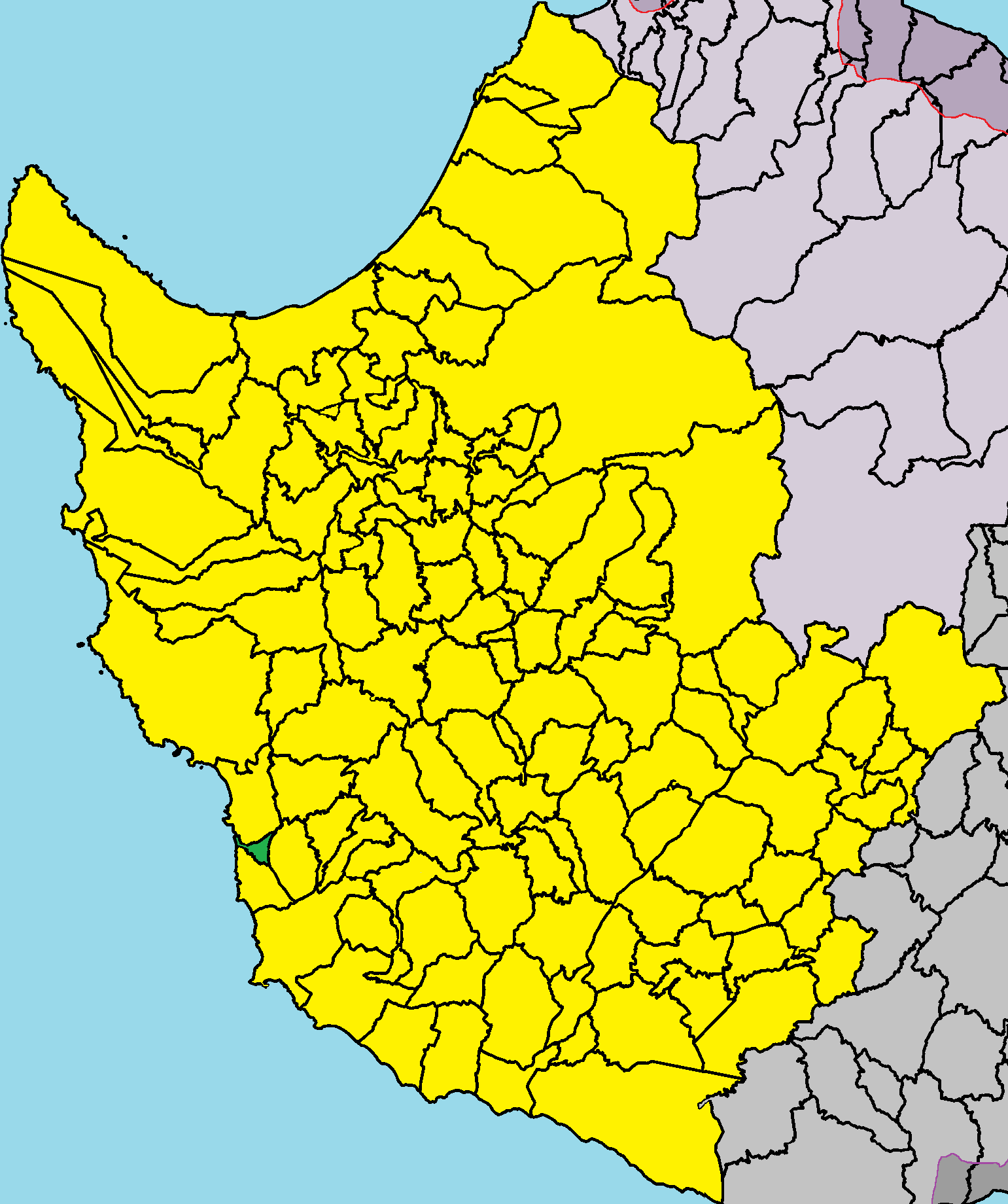
Lage im Bezirk Paphos

Lemba liegt im Westen der Mittelmeerinsel Zypern auf einer Höhe von etwa 80 Metern, etwa 6 Kilometer nordwestlich von Paphos, 70 Kilometer von Limassol und 150 Kilometer südwestlich von Nikosia. Das 1,47376 Quadratkilometer große Dorf grenzt im Norden an Kissonerga, im Osten an Emba und im Süden an Chlorakas. Der westliche Teil seines Verwaltungsgebiets liegt an der Küste. Das Dorf kann über die Straße E706 erreicht werden.
Was die Geologie betrifft, wird das Gemeindegebiet vom Schwemmland dominiert, auf dem sich Schwemmböden und Roterde entwickelten. Die durchschnittliche jährliche Niederschlagsmenge beträgt etwa 430 Millimeter. In der Umgebung werden Weinreben, Bananen, Gemüse, Getreide, Hülsenfrüchte und Zierpflanzen angebaut.

## Geschichte
Lemba war bereits in der Kupferzeit von ca. 3500 bis 2500 v. Chr. bewohnt. Die Grabungen der Universität Edinburgh sind frei zugänglich. Zu sehen sind die Fundamente sieben größerer Rundbauten aus Stein. Sie ähneln denen in Chirokitia im Osten von Zypern, sind aber jünger als diese. Sie sind zurzeit die einzigen sichtbaren Besiedlungsspuren aus der Kupfersteinzeit auf Zypern. (Lage: 34° 48′ 47″ N, 32° 24′ 21″ O)
Am Rande des Ausgrabungsfeldes sind einige der Bauten rekonstruiert worden, um durch Experimentelle Archäologie mehr über das Leben in der Kupferzeit zu erfahren. (Lage: 34° 48′ 48″ N, 32° 24′ 22″ O)

### Bevölkerungsentwicklung
Wegen den interkommunalen Spannungen 1958 und mit der Ermutigung der zyperntürkischen Führung verließ der Großteil der Zyperntürken Lemba und zog nach Afania im Bezirk Famagusta. Nach der Gründung der Republik Zypern 1960 kehrten sie alle in das Dorf zurück. Aufgrund der Konflikte zwischen den Gemeinden flohen die Bewohner am 2. Januar 1964 allerdings in das zyperntürkische Viertel von Paphos Ktima. Dort blieben sie bis 1975 und zogen dann nach Nordzypern. Einige warteten nicht auf die geplante Evakuierung und flohen über die Berge oder flüchteten zum britischen Militärstützpunkt Akrotiri, von der sie im Januar 1975 über die Türkei nach Nordzypern gebracht wurden. Die verbliebenen Zyperntürken wurden im September 1975 mit der UNFICYP-Eskorte nach Nordzypern verlegt.
Die folgende Tabelle zeigt die Bevölkerung des Dorfes, wie sie in den in Zypern durchgeführten Volkszählungen erfasst wurde.
| Jahr      | 1881 | 1891 | 1901 | 1911 | 1921 | 1931 | 1946 | 1960 | 1976 | 1982 | 1992 | 2001 | 2011 | 2021 |
| Einwohner | 104  | 99   | 90   | 120  | 124  | 128  | 158  | 166  | 6    | 38   | 194  | 334  | 506  | 453  |

## Künstlerdorf
Lemba gilt als Künstlerdorf, da in manchen Vorgärten avantgardistische und teilweise sehr bunte Skulpturen stehen. Diese sind zumeist im Cyprus College of Art in Sommerkursen gefertigt worden, an denen vor allem englischsprachige Schüler teilnehmen. Das College wird von dem zyprischen Künstler Stass Paraskos geleitet, der lange in London gelebt hat. Die Kurse richten sich nicht in erster Linie an Hobbykünstler, sondern an unkonventionell arbeitende Bildhauer und Maler.

## Bildergalerie

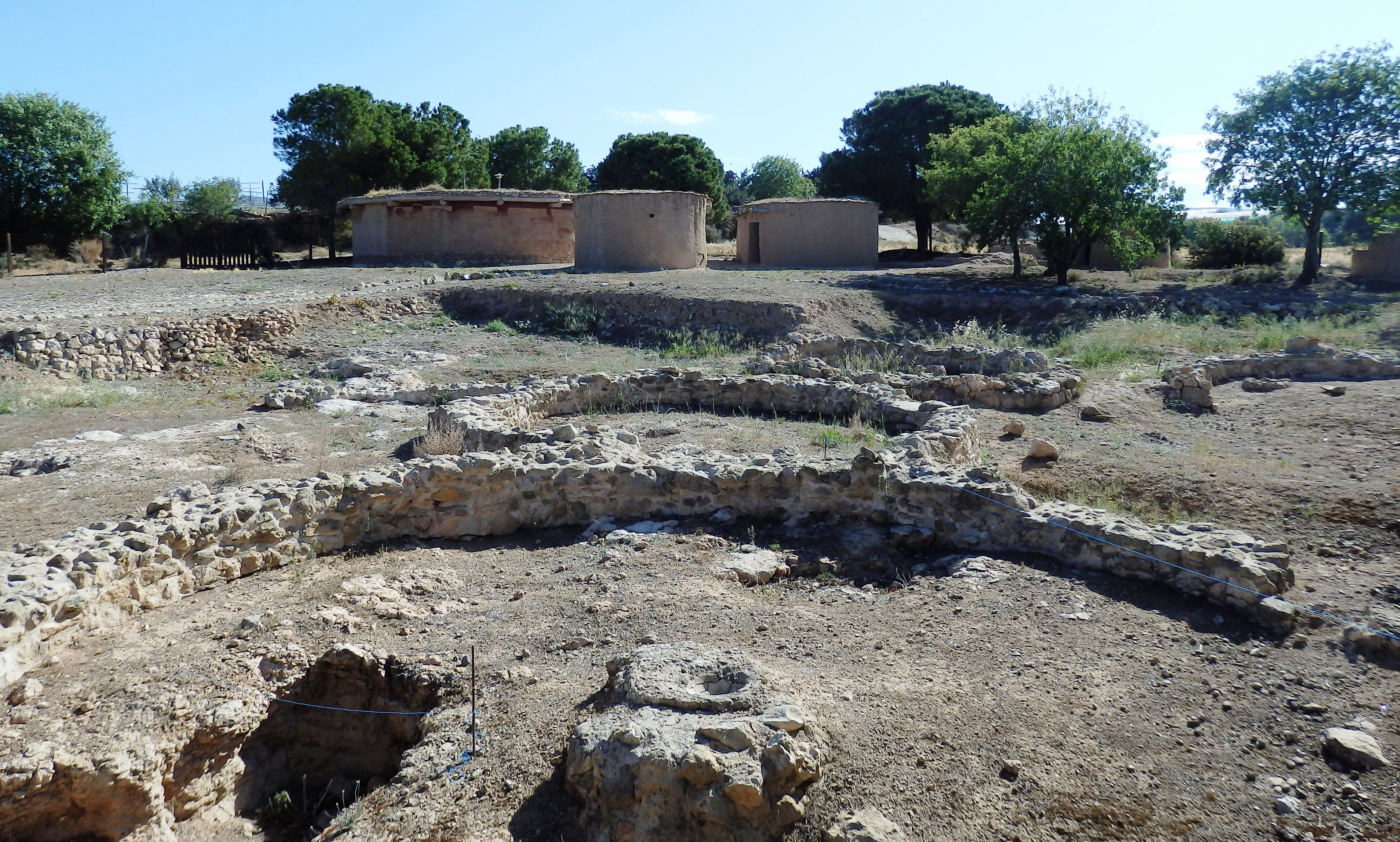
Lemba: kupfersteinzeitliche Fundamente im Vordergrund, rekonstruierte Rundhütten im Hintergrund
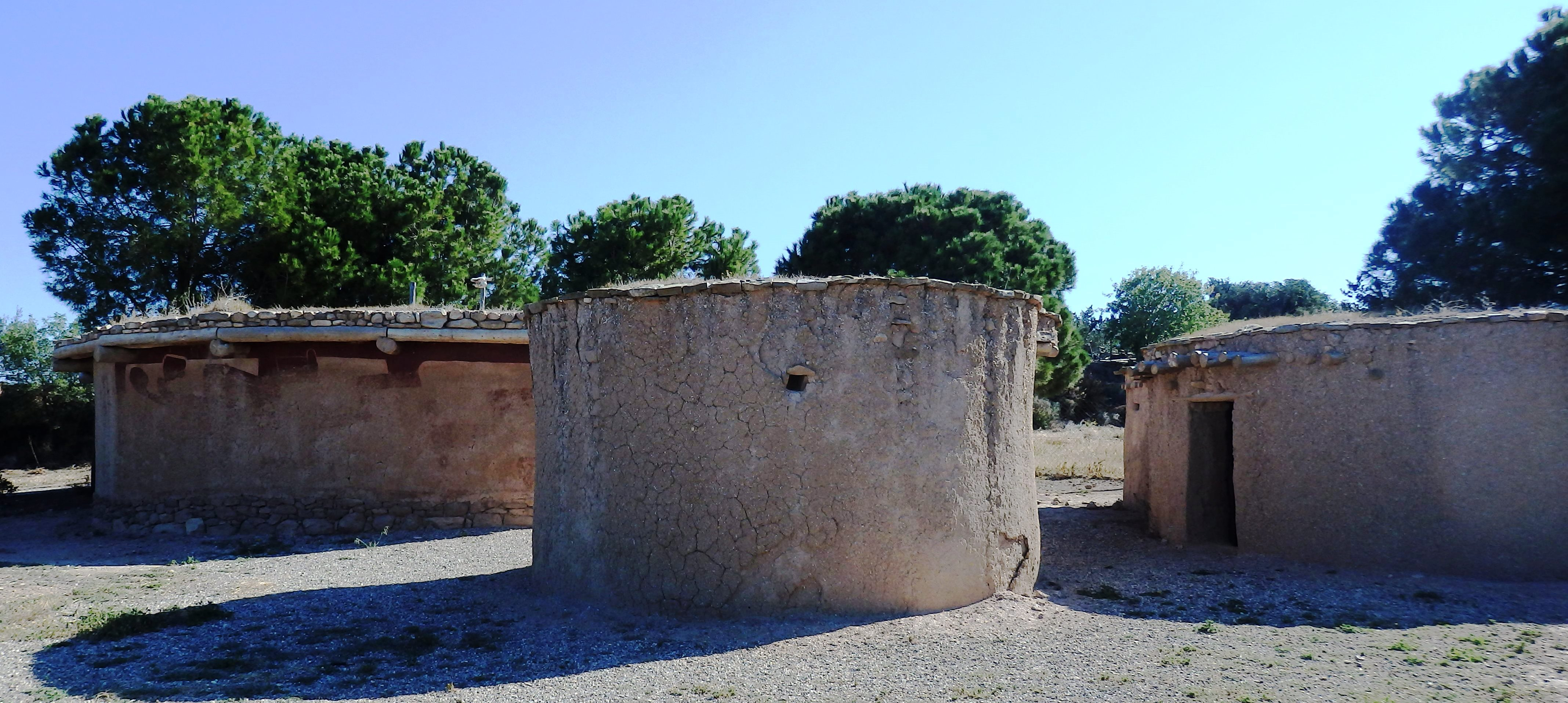
Drei rekonstruierte Rundhütten, Lemba
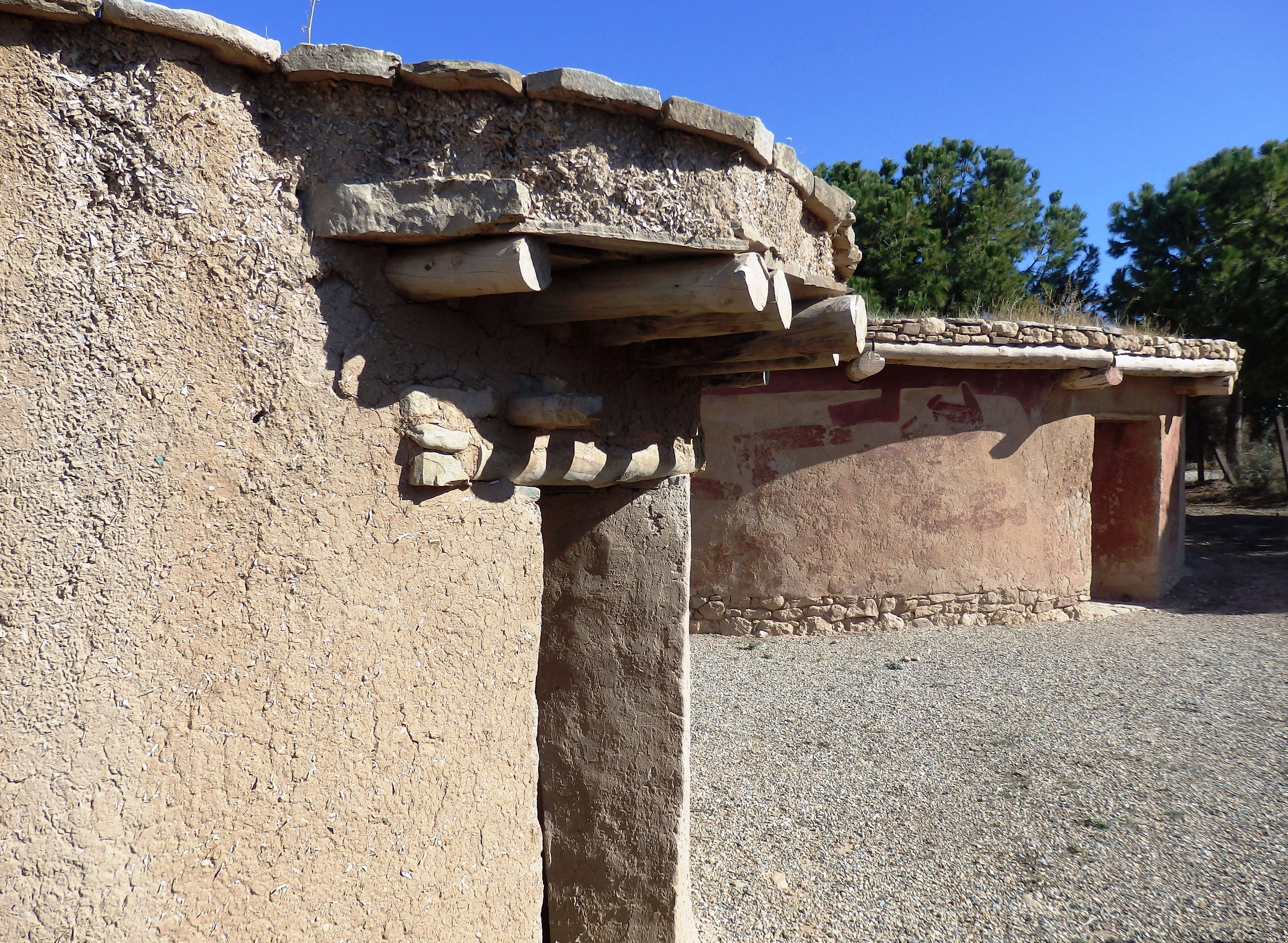
Eingänge zu zwei rekonstruierten Rundhütten in Lemba